# Schachweltmeisterschaft der Senioren 1998

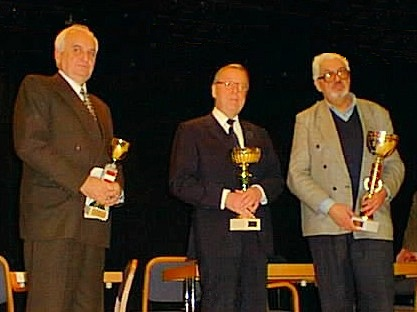
Ivkov (3.), Uhlmann (2.) und Bagirow (1.) Siegerehrung 1998 in Grieskirchen

Die Schachweltmeisterschaft der Senioren 1998 war ein internationales Schachturnier, das vom 8. bis 21. November 1998 in Grieskirchen, Österreich ausgetragen wurde.

## Überblick

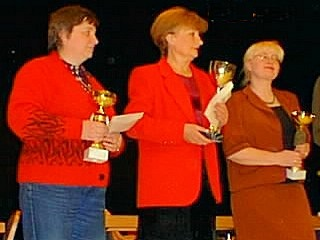
Fatalibekowa (2.), Chmiadaschwili (1.) und Erenska-Radzewska (2.), Grieskirchen 1998

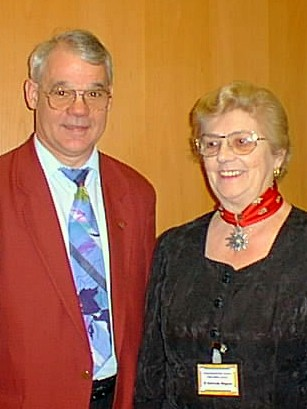
Stubenvoll und Wagner

Die Senioren-Weltmeisterschaft wurde von der FIDE und dem Österreichischen Schachbund veranstaltet.
An der offenen Weltmeisterschaft, die Wladimir Bagirow gewann, nahmen 197 Männer und Frauen teil. Die separate Meisterschaft für 22 Frauen gewann Tamar Chmiadaschwili, die bereits vor der letzten Runde Weltmeisterin wurde.
Die Organisation lag in den Händen des Schachvereins Grieskirchen.
Schiedsrichter waren Werner Stubenvoll für die offene Meisterschaft und Gertrude Wagner für das Frauenturnier.
Harald Grafenhofer vom ausrichtenden Verein führte Interviews mit Bagirow, Baumgartner, Braun, Erenska, Chmiadaschwili, Klovāns, Kraidman, Lein, Taimanow und Uhlmann.

## Endstand der offenen Seniorenweltmeisterschaft

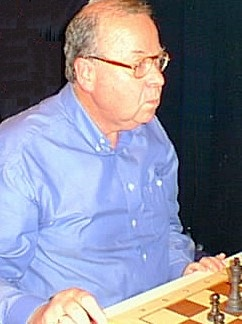
Wolfgang Uhlmann, Zweiter

| Rg | Teilnehmer           | Elo  | Land               | Punkte |
| -- | -------------------- | ---- | ------------------ | ------ |
| 1  | Bagirow, Wladimir    | 2480 | Lettland           | 8,5    |
| 2  | Uhlmann, Wolfgang    | 2460 | Deutschland        | 8,5    |
| 3  | Ivkov, Borislav      | 2440 | BR Jugoslawien     | 8,0    |
| 4  | Tschernikow, Oleg    | 2405 | Russland           | 8,0    |
| 5  | Kraidman, Yair       | 2335 | Israel             | 8,0    |
| 6  | Lein, Anatoli        | 2460 | Vereinigte Staaten | 8,0    |
| 7  | Klovāns, Jānis       | 2465 | Lettland           | 8,0    |
| 8  | Taimanow, Mark       | 2455 | Russland           | 8,0    |
| 9  | Schestoperow, Alexei | 2415 | Russland           | 8,0    |
| 10 | Zoltek, Tadeusz      | 2285 | Polen              | 8,0    |
| 11 | Suetin, Alexei       | 2400 | Russland           | 8,0    |
| 12 | Dornieden, Manfred   | 2270 | Deutschland        | 8,0    |
| 13 | Golyak, Isay         | 2290 | Vereinigte Staaten | 7,5    |
| 14 | Lieb, Harald         | 2230 | Deutschland        | 7,5    |
| 15 | Gruzmann, Boris      | 2260 | Russland           | 7,5    |
| 16 | Arkhangelsky, Boris  | 2400 | Russland           | 7,5    |
| 17 | Lainburg, Victor     | 2230 | Deutschland        | 7,5    |
| 18 | Kaminik, Aleksandar  | 2200 | Ukraine            | 7,5    |

## Endstand der Weltmeisterschaft der Seniorinnen

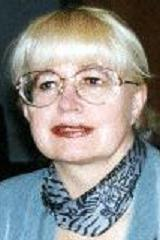
Hanna Ereńska, Zweite

| Rg | Teilnehmer               | Elo  | Land     | Punkte |
| -- | ------------------------ | ---- | -------- | ------ |
| 1  | Chmiadaschwili, Tamar    | 2170 | Georgien | 9,5    |
| 2  | Ereńska-Radzewska, Hanna | 2225 | Polen    | 9,0    |
| 3  | Fatalibekowa, Jelena     | 2215 | Russland | 8,5    |
| 4  | Satulowskaja, Tatjana    | 2170 | Russland | 8,5    |
| 5  | Sorokina, Tamara         | 2180 | Russland | 7,0    |
| 6  | Blagonadejnaja, Ideja    |      | Russland | 6,5    |